# Лев II (карликова галактика)
Карликова галактика Лева II (Leo B, Leo II) — карликова еліптична галактика на відстані приблизно 690 000 світлових років від Землі у сузір'ї Лева. Супутник Чумацького Шляху .
Виявлена 1950 року Робертом Джорджем Гаррінгтоном і Альбертом Джорджем Вілсоном, з обсерваторій Маунт-Вілсон і Паломарська обсерваторія в Каліфорнії.

## Характеристики
У 2007 році команда з 15 науковців спостерігала Лева II через 8,2 метровий оптико-інфрачервоний телескоп Субару на Мауна-Кеа, Гаваї. Протягом 2 ночей було знято 90 хвилин експозиції і були виявлені 82 252 зір галактики аж до видимої зоряної величини +26. Науковці виявили, що Лев II складається в основному з бідних на важкі елементи старих зір; це ознака того, що вона пережила галактичний канібалізм, коли масивні галактики (наприклад, Чумацький Шлях) поглинають менші галактики, щоб досягти свого великого розміру.
Станом на 2007 рік вважалось, що Лев II має ядро радіусом 178 ± 13 парсек і припливний радіус 632 ± 32 парсек.
Спостереження ЕПО оцінює масу Лев II у (2.7 ± 0.5)×107 м⊙.